# Pieces of a Woman
Pour plus de détails, voir Fiche technique et Distribution.
Pieces of a Woman est un film canadien réalisé par Kornél Mundruczó, sorti en 2020. Il s'agit du premier film tourné en anglais par le réalisateur.
Le film est présenté à la Mostra de Venise 2020, où Vanessa Kirby obtient la Coupe Volpi de la meilleure interprétation féminine.

## Synopsis
À Boston, Martha et Sean ont décidé d'un accouchement à la maison. Le moment venu, leur sage-femme est retenue par un accouchement difficile et se fait remplacer par une collègue, Eva. L'accouchement, intense, se passe néanmoins bien, mais au dernier moment, le rythme cardiaque du bébé chute et, quelques secondes après la naissance, le bébé meurt.
Martha et Sean sont anéantis par cette perte, mais réagissent à l'opposé : Martha a besoin d'effacer le drame, vidant la chambre d'enfant, voulant léguer le corps à la science, quand Sean entend au contraire tout préserver de sa présence, chambre, photos d'échographie au mur, sépulture. Cette crise est compliquée par la mère de Martha, qui cherche à la convaincre de satisfaire les demandes de Sean.
Ils s'éloignent, jusqu'à se séparer. Pour poursuivre la sage-femme, Sean fait appel à une parente avocate, avec laquelle il engage une relation, avant de quitter la ville pour Seattle. Le procès d'Eva s'ouvre, et Martha est le premier témoin appelé, faisant elle-même figure d'accusée lors de son interrogatoire par l'avocat d'Eva.
Lorsque la session s'interrompt, elle va chercher les photos prises d'elle avec le bébé durant ses quelques instants de vie. Revenant au procès, enfin prête à faire son deuil, elle demande à intervenir et disculpe Eva. Apaisée, elle répandra les cendres de sa fille au-dessus de la Mystic River.

## Fiche technique
Sauf indication contraire, les informations mentionnées dans cette section peuvent être confirmées par la base de données cinématographiques IMDb,  présente dans la section « Liens externes ».
- Titre original : Pieces of a Woman
- Réalisation : Kornél Mundruczó
- Scénario : Kate Wéber
- Musique : Howard Shore
- Direction artistique : Mette Haukeland
- Décors : Sylvain Lemaitre
- Costumes : Rachel Dainer-Best et Véronique Marchessault
- Photographie : Benjamin Loeb
- Montage : Dávid Jancsó
- Production : Ashley Levinson, Aaron Ryder et Kevin Turen
  - Production déléguée : Sam Levinson, Stuart Manashil, Martin Scorsese et Viktória Petrányi
  - Coproducteur : Paul Barbeau
- Sociétés de production : BRON Studios, Creative Wealth Media Finance et Little Lamb
- Pays de production :  Canada,  États-Unis et  Hongrie
- Langue originale : anglais
- Format : couleur
- Genre : drame
- Durée : 128 minutes
- Dates de sortie :
  - Italie : 4 septembre 2020 (Mostra de Venise 2020)
  - Canada : 12 septembre 2020 (Festival international du film de Toronto 2020)
  - Monde : 7 janvier 2021 sur Netflix
  - France : 10 décembre 2021 (projection exceptionnelle à Lyon)

## Distribution
- Vanessa Kirby (VF : Ingrid Donnadieu) : Martha
- Shia LaBeouf (VF : Jim Redler) : Sean
- Iliza Shlesinger (VF : Flora Brunier) : Anita
- Molly Parker (VF : Déborah Perret) : Eva
- Ellen Burstyn (VF : Marie-Martine) : Elizabeth
- Jimmie Fails (VF : Baptiste Marc) : Max
- Frank Schorpion (VF : Hervé Bellon) : Lane
- Benny Safdie (VF : Damien Ferrette) : Chris
- Sarah Snook (VF : Barbara Beretta) : Suzanne
- Gayle Garfinkle (VF : Colette Marie) : Judith
- Tyrone Benskin (VF : Jean-Paul Pitolin) : le juge Spencer
- Domenic Di Rosa : Dr Ron, l'examinateur médical
- Alain Dahan : le fabricant de tombes
- Noel Burton

 Source et légende : version française (VF) sur RS Doublage

## Autour du film
- Vanessa Kirby, n'ayant jamais accouché avant le tournage du film, s'est donc inspirée de nombreux documentaires et a aussi été autorisée à assister à l'accouchement d'une femme[3].
- Le personnage de Shia LaBeouf, dans le cabinet d'avocat, fait référence au pont du détroit de Tacoma en voyant une peinture au mur ; seulement, ce n'est pas le bon pont. Il s'agit du pont des Martyrs du 15-Juillet à Istanbul en Turquie[4].

## Distinctions

### Récompense
- Mostra de Venise 2020 : Coupe Volpi de la meilleure interprétation féminine pour Vanessa Kirby[5].
- New York Film Critics Online 2021 : Meilleure actrice dans un second rôle pour Ellen Burstyn
- Denver Film Critics Society 2021 : Meilleure actrice dans un second rôle pour Ellen Burstyn

### Nominations
- BAFTA 2021: Meilleure actrice pour Vanessa Kirby
- Oscars 2021 : Oscar de la meilleure actrice pour Vanessa Kirby
- Golden Globes 2021 : Meilleure actrice dans un film dramatique pour Vanessa Kirby